# Formel-Nippon-Saison 2008
Die Formel-Nippon-Saison 2008 (jap. 2008年のフォーミュラ・ニッポン, 2008-nen no fōmyura nippon) war die 22. Saison der Formel Nippon. Sie umfasste insgesamt acht Rennwochenenden. Die Saison begann am 6. April in Fuji und endete am 21. September in Sugō. Tsugio Matsuda entschied die Fahrerwertung für sich.

## Starterfeld
Alle Teams fuhren mit Lola-Chassis.
| Team                                   | Nr. | Fahrer                 | Motor  | Rennwochenende |
| -------------------------------------- | --- | ---------------------- | ------ | -------------- |
| Lawson Team Impul                      | 01  | Tsugio Matsuda         | Toyota | 1–8            |
| Lawson Team Impul                      | 02  | Benoît Tréluyer        | Toyota | 1–8            |
| Kondo Racing                           | 03  | Naoki Yokomizo         | Toyota | 1–8            |
| Kondo Racing                           | 04  | João Paulo de Oliveira | Toyota | 1–8            |
| SG Team 5Zigen                         | 05  | Toshihiro Kaneishi     | Honda  | 1–8            |
| SG Team 5Zigen                         | 06  | Katsuyuki Hiranaka     | Honda  | 1–4, 7, 8      |
| SG Team 5Zigen                         | 06  | Hiroki Yoshimoto       | Honda  | 5, 6           |
| Team LeMans                            | 07  | Satoshi Motoyama       | Toyota | 1–8            |
| Team LeMans                            | 08  | Hiroaki Ishiura        | Toyota | 1–8            |
| TP Checker Impul                       | 20  | Kōhei Hirate           | Toyota | 1–6, 8         |
| TP Checker Impul                       | 20  | Richard Lyons          | Toyota | 7              |
| PIAA Nakajima Racing                   | 31  | Loïc Duval             | Honda  | 1–8            |
| PIAA Nakajima Racing                   | 32  | Takashi Kogure         | Honda  | 1–8            |
| Petronas Team TOM’S                    | 36  | André Lotterer         | Toyota | 1–8            |
| Petronas Team TOM’S                    | 37  | Seiji Ara              | Toyota | 1–8            |
| DoCoMo Team Dandelion Racing           | 40  | Kosuke Matsuura        | Honda  | 1–8            |
| DoCoMo Team Dandelion Racing           | 41  | Takeshi Tsuchiya       | Honda  | 1–8            |
| Cerumo/Inging Motorsport               | 47  | Ronnie Quintarelli     | Toyota | 1–8            |
| Cerumo/Inging Motorsport               | 48  | Yūji Tachikawa         | Toyota | 1–8            |
| Autobacs Racing Team Aguri             | 55  | Yūji Ide               | Honda  | 1–8            |
| Autobacs Racing Team Aguri             | 56  | Takuya Izawa           | Honda  | 1–8            |
| Stonemarket Blaak Cerumo/Inging Racing | 67  | Roberto Streit         | Toyota | 1–8            |

## Rennkalender
Die Saison 2008 umfasste elf Rennen an acht Rennwochenenden.
| Nr. | Datum         | Rennstrecke | Sieger                 | Zweiter         | Dritter                |
| --- | ------------- | ----------- | ---------------------- | --------------- | ---------------------- |
| 01. | 6. April      | Fuji        | Tsugio Matsuda         | Yūji Tachikawa  | Roberto Streit         |
| 02. | 11. Mai       | Suzuka      | Tsugio Matsuda         | Kōhei Hirate    | André Lotterer         |
| 03. | 25. Mai       | Motegi      | Tsugio Matsuda         | André Lotterer  | Loïc Duval             |
| 04. | 8. Juni       | Mimasaka    | Loïc Duval             | André Lotterer  | Kōhei Hirate           |
| 05. | 13. Juli      | Suzuka      | Tsugio Matsuda         | André Lotterer  | Takashi Kogure         |
| 06. | 13. Juli      | Suzuka      | Kōhei Hirate           | Loïc Duval      | Satoshi Motoyama       |
| 07. | 10. August    | Motegi      | Loïc Duval             | Tsugio Matsuda  | João Paulo de Oliveira |
| 08. | 10. August    | Motegi      | Seiji Ara              | Tsugio Matsuda  | João Paulo de Oliveira |
| 09. | 31. August    | Fuji        | João Paulo de Oliveira | Loïc Duval      | Takashi Kogure         |
| 10. | 31. August    | Fuji        | Kosuke Matsuura        | Benoît Tréluyer | Ronnie Quintarelli     |
| 11. | 21. September | Sugō        | Tsugio Matsuda         | Takashi Kogure  | Loïc Duval             |

## Wertung
Bei den Rennen 1 bis 4 und 11 wurden die Punkte nach folgendem Schema vergeben: 15-12-10-8-6-5-4-3-2-1 Punkte. Zusätzlich gab es einen Punkt für die Pole-Position. Bei den Rennen 5, 7 und 9 wurden die Punkte nach folgendem Schema vergeben: 10-8-6-5-4-3-2-1. Zusätzlich gab es einen Punkt für die Pole-Position. Bei den Rennen 6, 8 und 10 wurden die Punkt nach folgendem Schema vergeben: 5-4-3-2-1.

### Fahrerwertung
| Pos. | Fahrer                 | Punkte |
| ---- | ---------------------- | ------ |
| 1.   | Tsugio Matsuda         | 93,5   |
| 2.   | Loïc Duval             | 62,0   |
| 3.   | André Lotterer         | 49,0   |
| 4.   | Kōhei Hirate           | 42,0   |
| 5.   | Takashi Kogure         | 41,0   |
| 6.   | João Paulo de Oliveira | 33,0   |
| 7.   | Yūji Tachikawa         | 31,0   |
| 8.   | Benoît Tréluyer        | 27,0   |

| Pos. | Fahrer             | Punkte |
| ---- | ------------------ | ------ |
| 9.   | Ronnie Quintarelli | 21,5   |
| 10.  | Takuya Izawa       | 19,0   |
| 11.  | Satoshi Motoyama   | 14,0   |
| 12.  | Naoki Yokomizo     | 12,0   |
| 13.  | Roberto Streit     | 11,0   |
| 14.  | Seiji Ara          | 9,0    |
| 15.  | Toshihiro Kaneishi | 9,0    |
| 16.  | Hiroaki Ishiura    | 9,0    |

| Pos. | Fahrer             | Punkte |
| ---- | ------------------ | ------ |
| 17.  | Takeshi Tsuchiya   | 4,0    |
| 18.  | Kosuke Matsuura    | 3,5    |
| 19.  | Yūji Ide           | 2,0    |
| 20.  | Hiroki Yoshimoto   | 0,0    |
| 21.  | Katsuyuki Hiranaka | 0,0    |
| 22.  | Richard Lyons      | 0,0    |

- Beim 10. Rennen wurden nur halbe Punkte vergeben.